# الجامعة التونسية للكانوي كاياك
الجامعة التونسية للكانوي كاياك (بالفرنسية: Fédération Tunisienne de Canoë Kayak)‏ هي جامعة رياضية تونسية تأسست في 8 أفريل 2008، تشرف على رياضة الملاحة الشراعية في تونس.

## أهداف
تهدف الجامعة إلى:
- تنظيم وتطوير ومراقبة ممارسة رياضة الكانو-كاياك بمختلف أشكالها على التراب التونسي.
- إدارة وتنسيق أنشطة الجمعيات التي تضم الأعضاء الممارسين لرياضة الكانو-كاياك بمختلف أشكالها.
- الدفاع عن مصالح رياضة الكانو-كاياك في تونس.

## المسيرون
- الرئيس: محسن التكروني
- نائب الرئيس: محمد علي الغاق
- أمين مال: حاتم بن سليمان
- الأعضاء: نورالدين بن إسماعيل - سنية بن جمعة - ماهر التواتي - مراد القاسمي - جلال مولهي - هذيلي الجليدي

## عضوية
وهي عضو بالاتحاد الدولي للكانو والاتحاد الأفريقي للكانو.

## مقالات ذات صلة
- كانو-كاياك
- قارب الكانو
- كاياك

## وصلة خارجية
- الموقع الرسمي للجامعة التونسية للكانوي كاياك.